# 克劳斯·里克曼
克劳斯·里克曼（德語：Klaus Riekemann，1940年5月19日—），德国男子赛艇运动员。他曾代表德国联队参加1960年夏季奥林匹克运动会赛艇比赛，获得男子四人单桨有舵手金牌。